# Малеїн
Малеїн — біологічна речовина, яка застосовується для алергічної діагностики сапу, виявлення гіперчутливості сповільненого типу до алергенів збудника. Це фільтрат убитої 4–8-місячної культури Burkholderia mallei на бульйоні з 4 % гліцерину, очищений білковий дериват (PPD). 
Міжнародного стандарту малеїну не існує. Являє собою прозору, певною мірою маслянисту світло-жовту або світло-коричневу рідину без осаду, яка просвічується на світлі. За біохімічним складом — це білок бактеріальної клітини (80,5 %) з домішками ліпідів (4,8 %), полісахаридів (11,5 %) і РНК (0,42 %).
Для діагностики сапу людям малеїн, розведений у 2–10 разів, уводиться внутрішньошкірно або нашкірно в об'ємі 0,1 мл. При позитивній реакції через декілька годин після введення або нанесення на шкіру формується інфільтрат, хоча спостерігають не менше 24-48 годин. Малеїновий тест є високоспецифічним та чутливим, проте у людей стає позитивним при гострому сапі з 10-15 дня хвороби, при хронічному перебігу може спричинити загострення хвороби. 
Для алергічної діагностики сапу у коней та інших однокопитних тварин (мулів, ослюків, віслюків) використовують малеїн для очної, підшкірної і внутрішньошкірної проб.
Малеїн уперше було запропоновано для діагностики сапу в 1891 році російськими дослідниками Х. І. Гельманом і О. І. Кальнінгом незалежно один від одного, які готували і використовували водний екстракт убитих нагріванням збудників сапу, що вирощували на картоплі. Комітет експертів ВООЗ нині відзначає, що розроблення і використання сухого очищеного малеїну як еталонного матеріалу є нагальною проблемою, адже сап ще достатньо поширений у світі.